# IND 63rd Street Line
A Linha da Rua 63 (IND), em inglês:  IND 63rd Street Line é uma dos linhas de trânsito rápido do metrô de Nova Iorque. Foi inaugurada em 29 de outubro de 1989 (35 anos). Esta linha é uma secção da rede ferroviária que é operada pelo IND (em inglês:  Independent Subway System), que é uma subdivisão da Divisão B do Metrô de Nova Iorque.